# Famille d'Humières (Rouergue)
Pour les articles homonymes, voir Familles d'Humières.
La famille d'Humières, anciennement d'Olmeyras, d'Olmières, d'Umières, est une famille subsistante de la noblesse française, originaire du Rouergue.
Elle compte parmi ses membres un archevêque d'Avignon, des généraux, des décorés de différents ordres.

## Patronyme
Cette famille ne doit pas être confondue avec la famille d'Humières issue de Jean, seigneur de Humières en Artois, cité en 1340, laquelle s'est fondue en 1595 dans la famille de Crevant, devenue duc d'Humières.

## Histoire
Cette famille, dont on trouve les formes d'Olmeyras, d'Olmières, d'Umières dans la documentation, est issue d'une dynastie de marchands drapiers de Millau (Aveyron), dont les membres ont exercé des charges consulaires de 1356 à 1522.
On trouve des porteurs du nom « d'Olmières » consuls de Millau dès le XIVe siècle.
La famille d'Olmières, dont plusieurs membres firent, au XIIIe siècle, des libéralités aux œuvres de bienfaisance, exerça longtemps le commerce à Millau où elle acquit une importance considérable. Plusieurs de ses membres y remplirent à de nombreuses reprises les fonctions consulaires.
En 1670, Louis de Crevant, duc d'Humières et maréchal de France, leur fit un procès pour leur interdire de porter le nom « d'Humières ». Un arrêt du Conseil d’État de 1671, tout en maintenant cette famille dans sa noblesse d’extraction, lui enjoignit de s’appeler à l’avenir : « d’Umières d’Olmeyras », mais celle-ci reprit au XVIIIe siècle le nom « d'Humières » après que la famille de Crevant, qui avait repris le nom de l'ancienne famille d'Humières, se soit éteinte,.
Cette famille connue autrefois sous les noms d'Olmeyras, d'Olmières et d'Umières, est connue en Rouergue depuis 1543 selon Louis de La Roque.
Henri Jougla de Morenas écrit que cette famille remonte sa filiation prouvée à Jean d’Olmières, seigneur de Bussac, vivant à la fin du XVe siècle, père d’Étienne, testant en 1536, allié à Isabeau de Montmejan, auteur d’une branche bientôt éteinte, et de Guy d’Olmeiras, seigneur de La Soucairie et de Bussac.
Régis Valette mentionne cette famille comme étant de noblesse d'extraction sur preuves de 1521.
Cette famille a obtenu une maintenue de noblesse en 1716 sur preuves de 1559.
Reconnaissances et maintenues de noblesse en 1646, 1667, 1716 et 1748,.
Comte héréditaire le 17 mars 1869, confirmé par lettres du 2 juin 1869,.
Elle est membre de l'Association d'entraide de la noblesse française depuis 1971.

## Filiation et personnalités
- Dominique d'Humières (1675-1734) épouse en 1706 Rose d'Humières (1685-1770)
  - Guillaume d'Humières (1712-1793) épouse le 5 décembre 1747 Marie-Louise de Leygonie (1716-1768) à Marcolès, Cantal
    - Pierre-François-Joseph, comte d'Humières (1752-1838) épouse en 1777 Marie-Françoise de Saint-Martial (1754-1827)
      - Guillaume d'Humières, (1777-1815) épouse en 1807 Geneviève de Pestels (1782-1857)
        - Joseph (1808-1886), confirmé comte d'Humières par L.P. de 1869, épouse en 1836 Caroline Durand d'Auxy
          - Auguste (1848-1932), officier
            - Augustin (1885-1916), lieutenant au 11e d'artillerie, mort pour la France[8]

        - Paul Louis d'Humières (1810-1872) épouse en 1844 Clémence Martin de Boudard (1824-1878), zouave pontifical, mort de blessures infligées à Patay
          - Roger d'Humières (1849-1923) épouse en 1873 Jeanne de Lestapis (1852-1885), zouave pontifical , maire de Marcolès
            - Gaston d'Humières (sl)(1876-1956), général de division, grand officier de la Légion d'honneur, épouse en 1908 Marguerite Jacob (1888-1959).
            - François d'Humières (1878-1952) colonel de cavalerie, commandeur de la Légion d'honneur, épouse en 1924 Jacqueline d'Harcourt[9]
            - Henry d'Humières (1880-1914), lieutenant au 14e dragons, mort pour la France[10]
            - Alain Bertrand Marie Gaston d'Humières (14 janvier 1884 - 16 mai 1940), général de brigade, officier de la Légion d'honneur, mort pour la France le 16 mai 1940 à Wassigny, Aisne, épouse en 1919 Andrée Béjot (1896-1987).
              - Henry d'Humières (1920-2015), colonel, officier de la Légion d'honneur et de l'ordre national du mérite[11], épouse Marie-Françoise de Chalvet de Rochemonteix.
                - Patrick d'Humières (1952), président de sociétés, cofondateur de l'Admical, épouse en 1991 Capucine Fandre[12]

              - Septime d'Humières (1934-2023), général, commandeur de la Légion d'honneur, officier Legion of Merit (États-Unis)[11], épouse Ghislaine de Villeneuve [13]

        - Eugène d'Humières (1811-1890), membre de la Société cantalienne, épouse en 1838 Anne-Marguerite de Dampierre (1815-1897)
          - Aymeric d'Humières (1839-1923) épouse en 1867 Norah Kelly (1856-1922
            - Robert d'Humières (1868-1915), chevalier de la Légion d'honneur, mort pour la France,  épouse en 1905 Marie de Dampierre (1881-1917)

          - Élie d'Humières (1840-1919) épouse en 1873 Armande Rumpler (1849-1927)
            - André d'Humières (1887-1975), capitaine de cavalerie, pilote de chasse au cours de la première Guerre mondiale, officier de la Légion d'honneur, épouse en 1919 Georgette de Ravinel (1890-1961)
              - Élie d'Humières (1920-2021), industriel, chevalier de la Légion d'honneur, croix de guerre 39-45, croix du combattant volontaire, médaille des évadés, épouse en 1948 Francine Bickel (1927-2022)[14].
                - Aymar d'Humières (1954), gérant de sociétés, épouse en 1980 Hélène des Clers de Beaumets[12].

              - François d'Humières (1922-1945), chevalier de la Légion d'honneur, compagnon de la Libération (décret du 17 novembre 1945), croix de guerre, mort pour la France en 1945.

          - Marguerite d'Humières (1847-1892), morte en juillet 1892 avec deux de ses enfants dans l'explosion du vapeur Mont-Blanc sur le lac Léman[15]. Elle épouse Joseph Émile Palluat de Besset (1836-1895).

    - Louis-Joseph d'Humières (1753-1834), archevêque d'Avignon[16] de 1832 à 1834

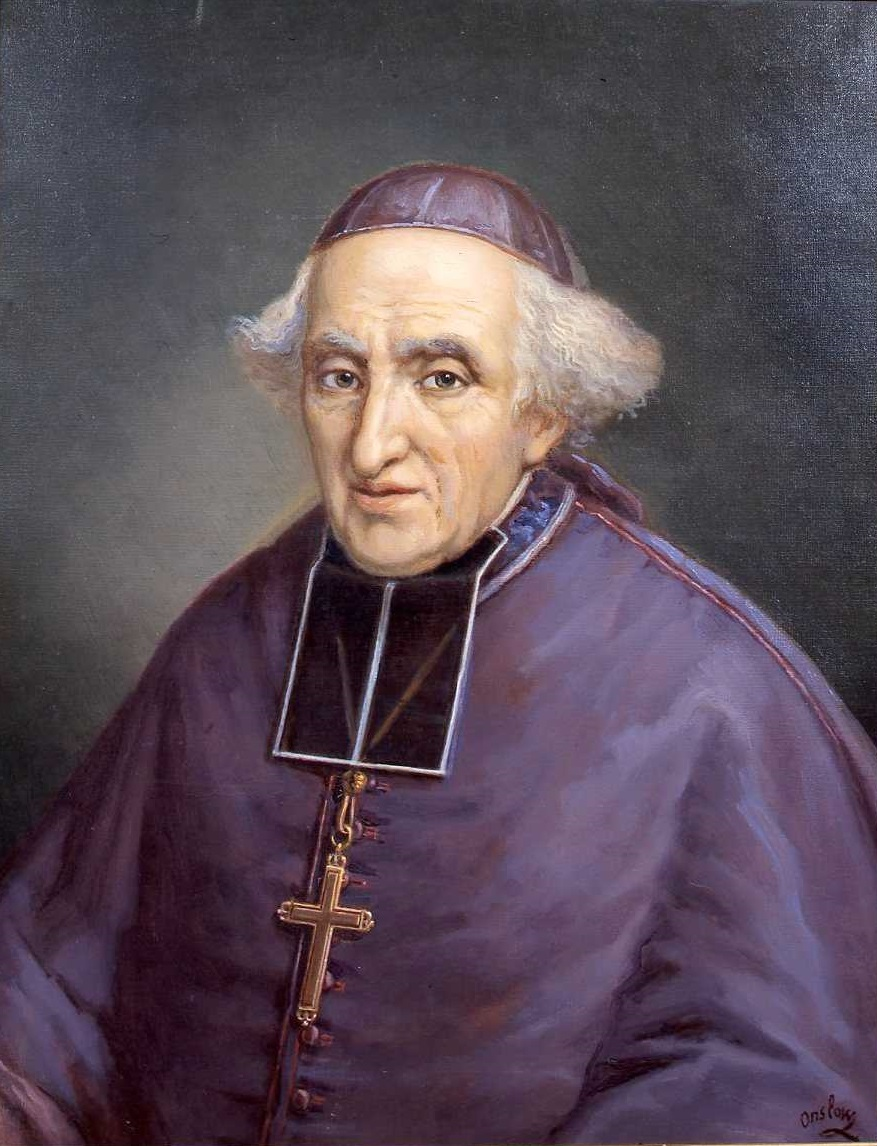
Louis-Joseph d'Humières (1753-1834)
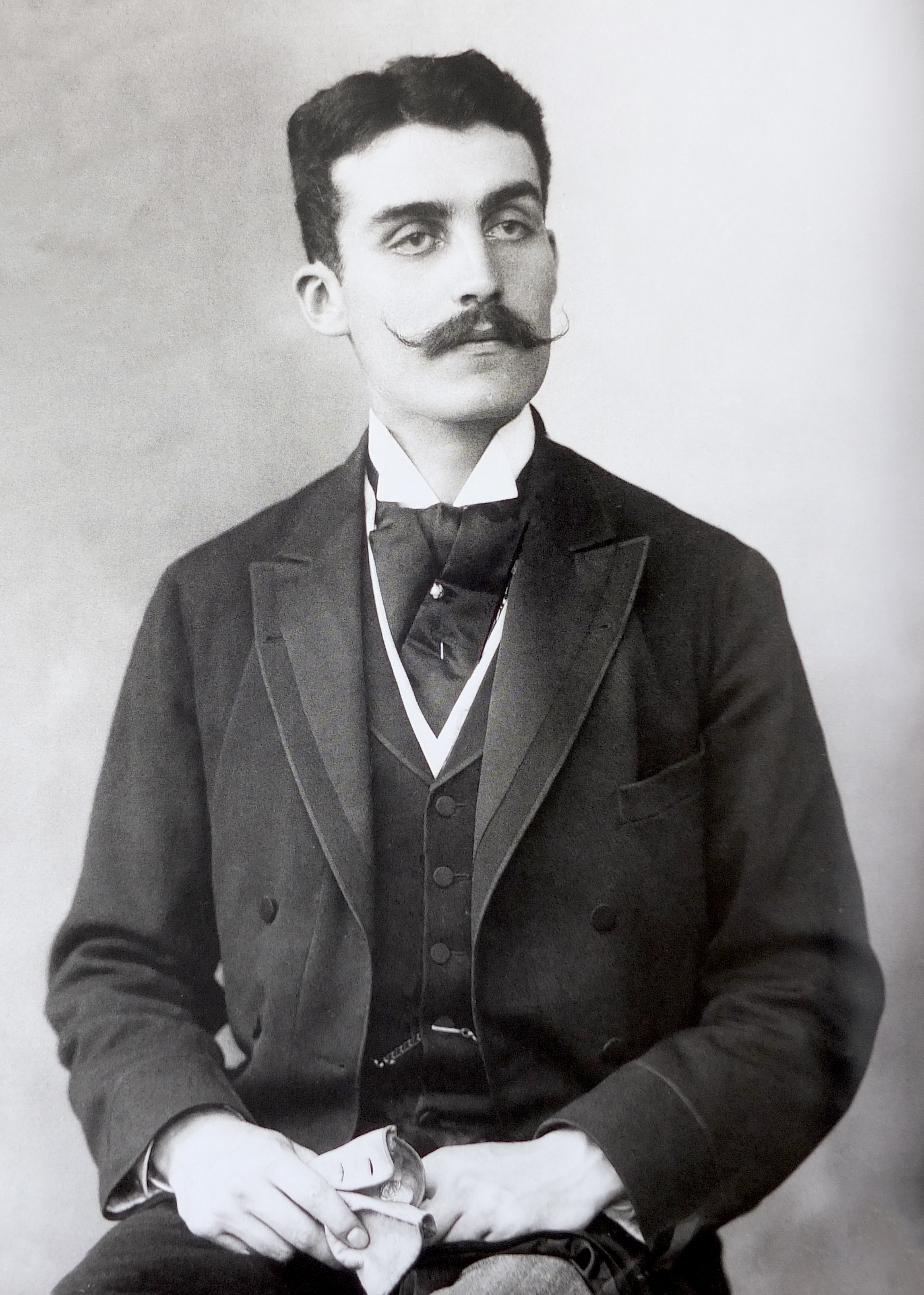
Robert d'Humières (1868-1915)
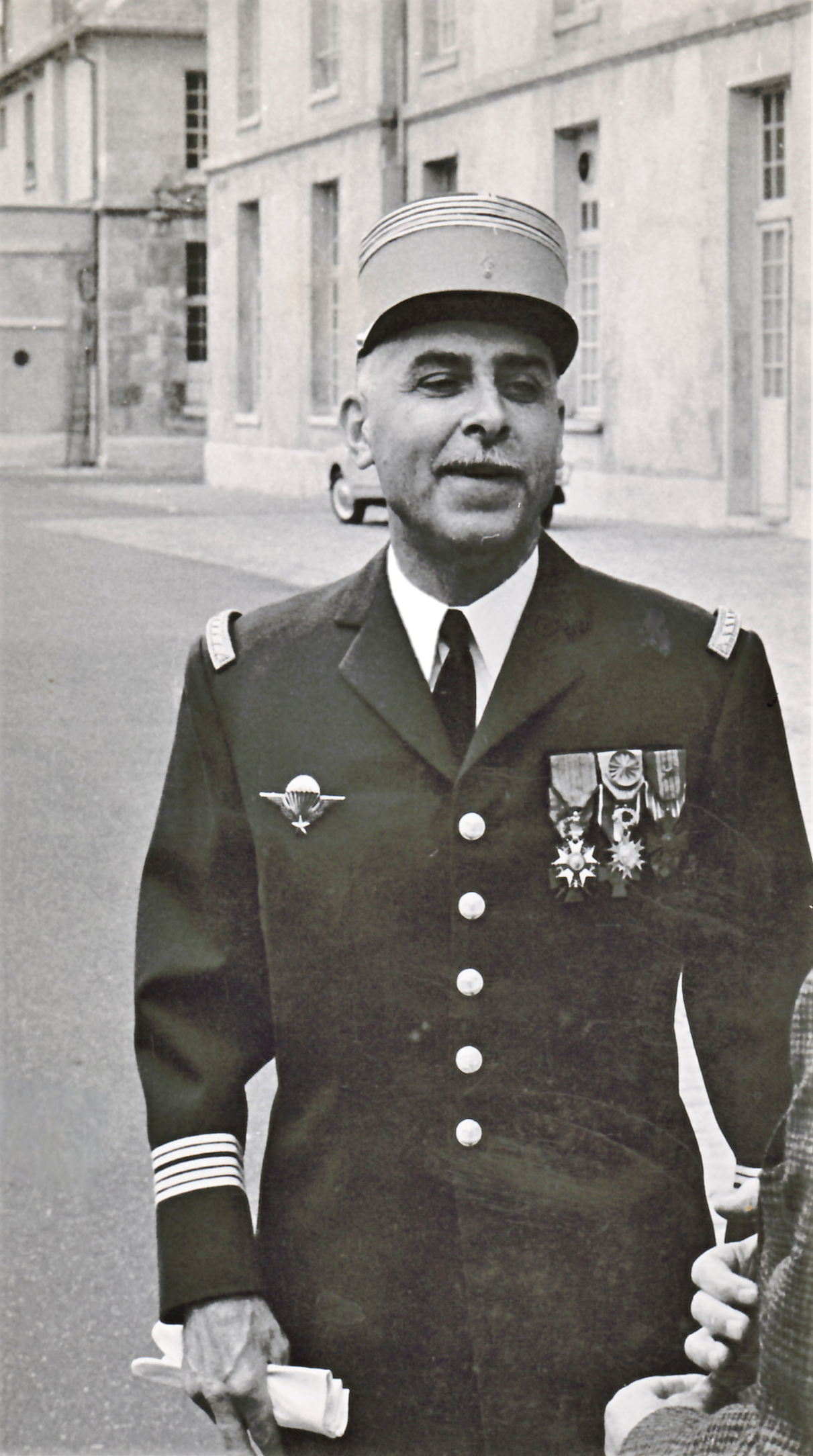
Henry d'Humières (1920-2015)

## Armes, titre
- Écartelé aux 1 et 4 d'or, à l'orme de sinople terrassé du même, à la levrette de gueules colletée d'argent, la tête contournée, passant devant le tronc; aux 2 et 3 d'argent à trois bandes de sable[1].
- Titre de comte depuis 1869

## Alliances
Les principales alliances de la famille d'Humières sont : d'Hébrard (XVIe siècle), de Bonald (1516), de Valiech (1570), du Bousquet (XVIIe siècle), de Laval (XVIIe siècle), de Lajudie (1946), Lasné du Colombier (XXe siècle), de Mauroy (XXe siècle), de Geuser (XXe siècle), Chapelain de Séréville (XXe siècle), de Meaux (XXe siècle), Pasquier de Franclieu (XXe siècle), Fauchon de Villeplée (XXe siècle), Le Gal de Kerangal (XXe siècle), de Lannoy (XXe siècle), de Longueau Saint-Michel (XXe siècle), van den Broek d'Obrenan (1949), d'Anglejan (XXe siècle), de Nas de Tourris (XXe siècle), de Lambilly (XXe siècle), Garnier de Labareyre (2000), de Murard de Saint-Romain (XXe siècle), Arnoulx de Pirey (XXe siècle), de Longeaux (XXe siècle), Chappot de La Chanonie (XXIe siècle), Orieulx de La Porte (XXe siècle) , Fisson-Jaubert d'Aubry de Puymorin (XXe siècle), de Saint-Meleuc (XXe siècle), Vallet de Villeneuve (XXe siècle), de Saluces (1957), d'Abzac de Falgueyrac, de Bonnières de Wierre.